# Los Angeles Opera

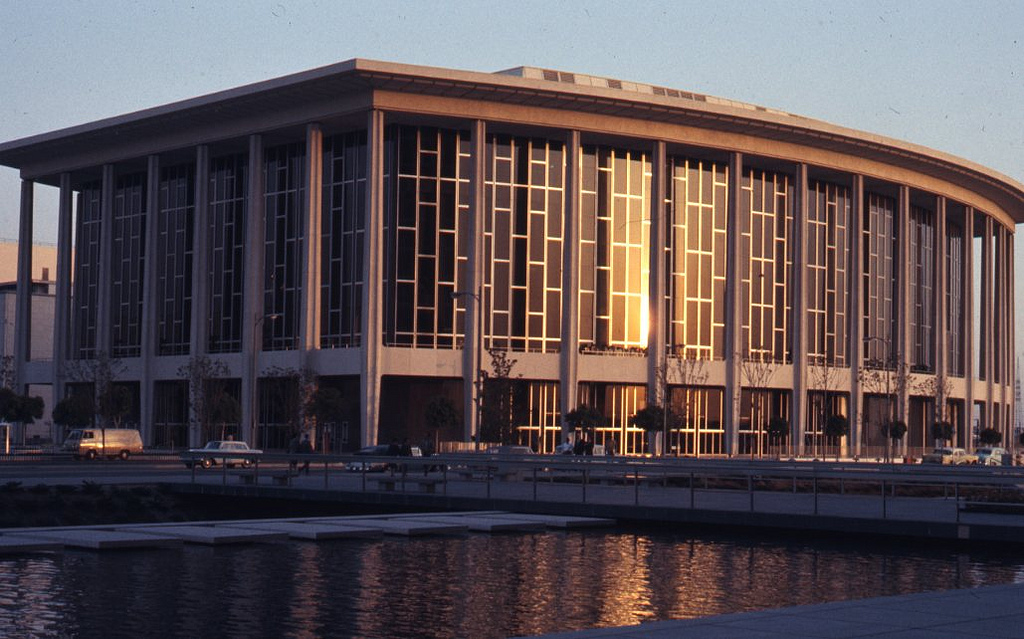
Dorothy Chandler Pavilion

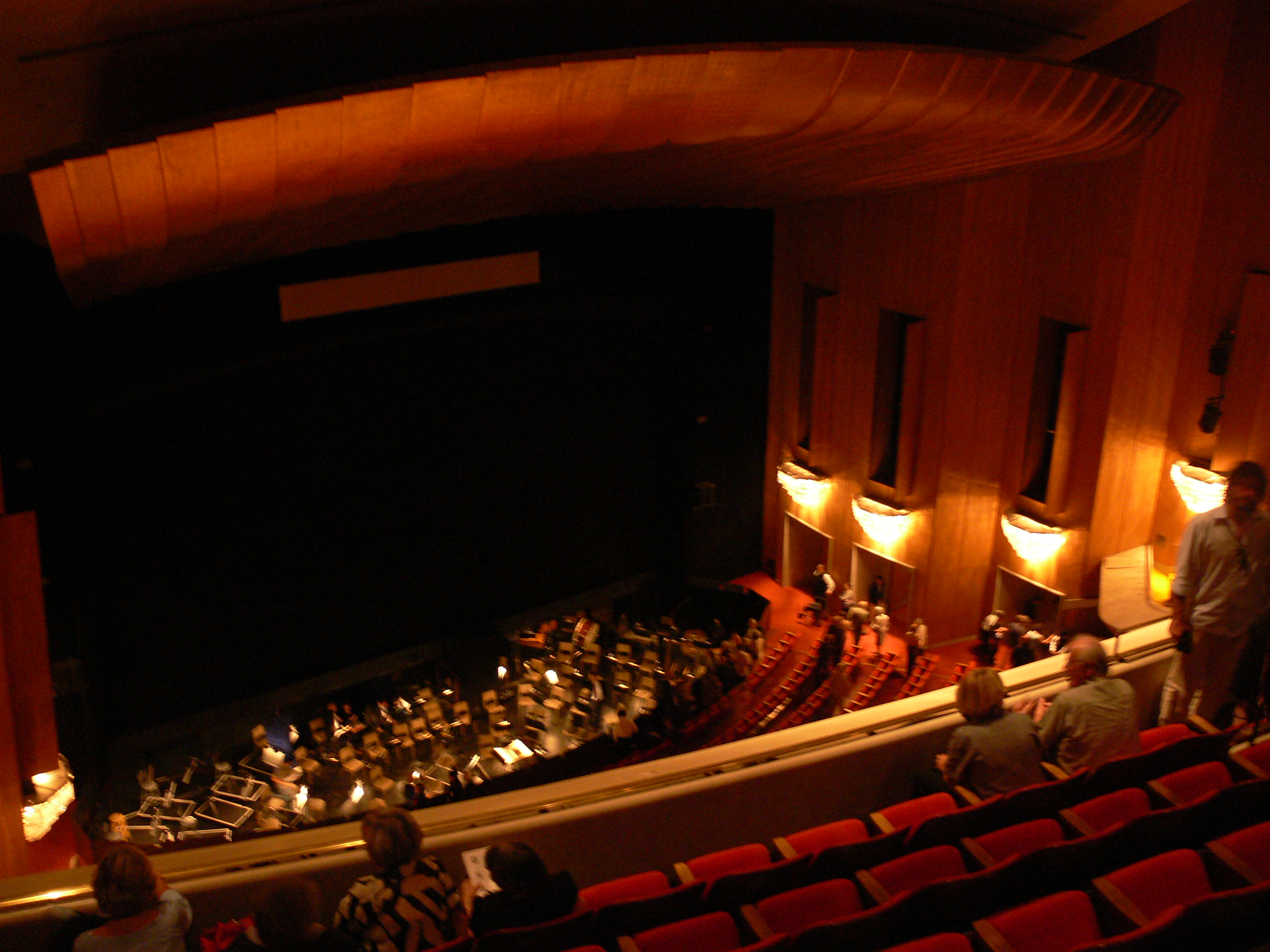
Chandler Pavilion auditorium

Die Los Angeles Opera ist eine US-amerikanische Operngesellschaft in Los Angeles, Kalifornien. Sie ist das viertgrößte Opernhaus in den Vereinigten Staaten und hat ihren Sitz im Dorothy Chandler Pavilion, einem Teil des Los Angeles Music Centers.

## Leitung
Der spanische Tenor und Dirigent Plácido Domingo war von 2003 bis 2019 Generaldirektor der Los Angeles Opera. Domingo sang 27 verschiedene Rollen an der Oper. Außerdem dirigierte er 16 verschiedene Opern und zahlreiche Konzerte mit dem Unternehmen. Nach zahlreichen Anschuldigungen wegen sexuellen Fehlverhaltens trat Domingo im Oktober 2019 zurück.
Die Oper von Los Angeles beauftragte daraufhin die Anwaltskanzlei Gibson Dunn unter der Leitung der ehemaligen United States Attorney und Richterin am Obersten Gerichtshof, Debra Wong Yang, mit einer unabhängigen Untersuchung der Vorwürfe. Nach der Befragung von 44 Personen kam Gibson Dunn zu dem Ergebnis, dass Domingo weder sexuelle Gegenleistungen (Quid pro quo) erbracht, noch berufliche Vergeltungsmaßnahmen gegen Frauen ergriffen hat, die seine Annäherungsversuche zurückgewiesen haben. Sie kamen auch zu dem Schluss, dass die Politik und die Verfahren der Oper von Los Angeles gegen sexuelle Belästigung „an sich ausreichend“ seien, schlugen aber eine Reihe von Verbesserungen vor. Die Los Angeles Opera akzeptierte die Feststellungen und verpflichtete sich, die Empfehlungen von Gibson Dunn umzusetzen.
Der amerikanische Dirigent James Conlon ist seit 2006 Musikdirektor und damit Nachfolger von Kent Nagano, der von 2001 bis 2003 den offiziellen Titel "Chefdirigent" trug und dann Musikdirektor wurde.
Christopher Koelsch ist seit 2012 Präsident und Chief Executive Officer der Los Angeles Opera. Zuvor hatte er seit 2010 die Position des Senior Vice President und Chief Operating Officer inne, nachdem er bereits vorher als Vice President für künstlerische Planung tätig war. Er ist der erste ganzjährige Bewohner von Los Angeles, der die Los Angeles Opera seit 2007 leitet.
Grant Gershon ist seit der Spielzeit 2012/13 ständiger Dirigent, nachdem er zuvor seit 2007 als stellvertretender Dirigent/Chorleiter tätig war. Zu den früheren Gastdirigenten gehörten William Vendice, Leiter des Musikstabs/Chormeister, von 1995 bis 2007 und Randall Behr, Gastdirigent/Chormeister und Leiter des Musikstabs von 1988 bis 1995.

## Geschichte
Die Los Angeles Opera, die 1986 mit einer Inszenierung von Giuseppe Verdis Otello mit Plácido Domingo in der Hauptrolle eröffnet wurde, geht auf die 1948 gegründete Los Angeles Civic Grand Opera zurück, die bis in die 1950er Jahre hinein in einer Kirche in Beverly Hills Inszenierungen aufführte und vom Möbelhersteller Francesco Pace finanziert wurde.
Carol F. Henry, die später als Vorstandsvorsitzende der Los Angeles Opera fungierte, begann 1981, sich ehrenamtlich für die Los Angeles Opera League zu engagieren.
Kurz nach der dritten Produktion im Dorothy Chandler Pavilion gab das Unternehmen seine eigenen Produktionsprojekte auf und gründete die Music Center Opera Association, die Opern aus anderen Städten ins Music Center brachte, insbesondere die San Francisco Opera und die New York City Opera (NYCO). Die San Francisco Opera begann 1937 mit der Aufführung von Produktionen in Los Angeles und setzte dies bis 1969 jeden Herbst fort. Von 1966 bis 1982 brachte das NYCO jeden Herbst Produktionen nach Los Angeles.
1984 stellte die Music Center Opera Association Peter Hemmings ein und beauftragte ihn, eine lokale Operntruppe zu gründen, die wieder eigene Produktionen aufführen sollte. Dies führte zur Gründung der Los Angeles Opera. Hemmings trat im Jahr 2000 als Generaldirektor zurück, und Plácido Domingo, der seit 1984 künstlerischer Berater war, übernahm in der folgenden Spielzeit die Leitung des Ensembles. Im November 2001 wurde Edgar Baitzel zum Direktor der künstlerischen Abteilung ernannt. Im Mai 2003 wurde Baitzel zum künstlerischen Leiter und im Februar 2006 zum Generaldirektor des Hauses ernannt. Baitzel starb im März 2007. Im September 2012 wurde Christopher Koelsch zum Präsidenten und Chief Executive Officer (CEO) ernannt. Zuvor hatte er seit 2010 die Position des Senior Vice President und Chief Operating Officer inne, nachdem er zuvor als Vice President für künstlerische Planung tätig war.

## Produktionen von Nicht-Standard-Repertoirestücken
Das Unternehmen bietet sowohl Produktionen des Standard-Opernrepertoires als auch neue und selten gespielte Opern an. Im Jahr 2015 präsentierte die Los Angeles Opera eine Neuproduktion von The Ghosts of Versailles von John Corigliano, die erste große US-Inszenierung dieser Oper seit 20 Jahren. Im Jahr 2014 spielte Renée Fleming die Hauptrolle in einer Produktion von André Previns A Streetcar Named Desire.
Im Jahr 2003 wurde die Oper Nicholas and Alexandra mit der Musik von Deborah Drattell und dem Text von Nicholas von Hoffman uraufgeführt. Die Spielzeit 2010/11 wurde mit der Uraufführung von Daniel Catán's Oper Il Postino eröffnet, die auf dem Drama Il Postino: The Postman von 1994 basiert, mit Domingo als Dichter Pablo Neruda, Charles Castronovo in der Titelrolle und Grant Gershon als Dirigent. Im Jahr 2020 präsentierte es die Weltpremiere von Eurydice, komponiert von Matthew Aucoin mit einem Libretto von Sarah Ruhl.
Das Unternehmen hat sich auch häufig an die Filmwelt gewandt, um Regisseure für seine Produktionen zu finden. In der Spielzeit 2001/02 inszenierte es Wagners Lohengrin unter der Regie des österreichischen Schauspielers Maximilian Schell und eine Doppelvorstellung von Bartóks Blaubarts Burg und Puccinis Gianni Schicchi unter der Regie des Filmemachers William Friedkin.
Garry Marshall führte 2005 bei seiner eigenen Adaption von Jacques Offenbachs La Grande-Duchesse de Gérolstein Regie. Friedkin kehrte 2004 zurück und inszenierte Richard Strauss’ Ariadne auf Naxos und 2008 die ersten beiden Teile von Puccinis Il trittico, Il tabarro und Suor Angelica, eine Produktion, in der auch Woody Allen sein Operndebüt mit Gianni Schicchi gab.
Zu den Höhepunkten des letzten Jahrzehnts gehörten Kurt Weills Aufstieg und Fall der Stadt Mahagonny mit Anthony Dean Griffey, Audra McDonald und Patti LuPone in den Hauptrollen, Rossinis Il turco in Italia mit Nino Machaidze, Simone Alberghini, Paolo Gavanelli und Thomas Allen in den Hauptrollen sowie drei große Werke von Benjamin Britten: The Turn of the Screw mit Patricia Racette, Albert Herring mit Alek Shrader in der Titelrolle, wobei sich Janis Kelly und Christine Brewer die Rolle der Lady Billows teilen, und Billy Budd mit Liam Bonner, Richard Croft und Greer Grimsley.

## Bemerkenswerte Gastauftritte
Weitere häufige und namhafte Gäste des Ensembles waren Samuel Ramey, Violeta Urmana, Hildegard Behrens, Denyce Graves, Frederica von Stade, Sumi Jo, Deborah Voigt, James Morris, Rod Gilfry, Jennifer Larmore, Vyacheslav Polozov, Maria Ewing, Susan Graham und Ferruccio Furlanetto.

## Programme und Merkmale des Unternehmens

### Projekt Recovered Voices
Das mehrjährige Projekt Recovered Voices, das in der Spielzeit 2006/07 begonnen wurde, widmet sich der Präsentation wenig bekannter Opern der verlorenen Generation von Komponisten, deren Leben und Karrieren durch das Dritte Reich beendet wurden.
Bislang hat das Ensemble im Rahmen dieser Mission Alexander von Zemlinskys Eine florentinische Tragödie und Der Zwerg, die US-Premiere von Viktor Ullmanns Der zerbrochene Krug, Walter Braunfels’ Die Vögel und die US-Premiere von Franz Schrekers Die Gezeichneten sowie Kindervorstellungen von Hans Krásas Brundibár präsentiert.

### Der Ring des Nibelungen
Im Sommer 2010 präsentierte das Ensemble erstmals Richard Wagners Der Ring des Nibelungen in einer Gesamtaufführung. Neue Produktionen von Das Rheingold und Die Walküre wurden Anfang 2009 aufgeführt, gefolgt von Siegfried (September–Oktober 2009) und Götterdämmerung (April 2010). Drei vollständige Zyklen wurden vom 29. Mai bis zum 26. Juni 2010 produziert, begleitet vom stadtweiten Ring Festival LA. Die innovative Produktion wurde von dem deutschen Theaterkünstler Achim Freyer inszeniert und gestaltet und von James Conlon dirigiert. Zu den Hauptdarstellern gehörten unter anderem Linda Watson, Vitalij Kowaljow, Michelle DeYoung, Plácido Domingo John Treleaven, Graham Clark, Richard Paul Fink, Eric Halfvarson, Alan Held und Jennifer Wilson.
Das Festival wurde von Michael D. Antonovich, dem für den Bezirk Los Angeles zuständigen Aufsichtsbeamten, kritisiert, der behauptete, Wagners Werk sei der "Soundtrack zum Holocaust", eine Anspielung auf Wagners antisemitische Ansichten. Wagners Musik wurde von Wächtern in Konzentrationslagern und aus Lautsprechern gespielt. Antonovich verlangte, dass das Unternehmen das Festival auf andere klassische und Operninterpreten ausdehnt, während das Unternehmen argumentierte, dass die Festivalbesucher über Wagners rassistische Ansichten aufgeklärt werden sollten und dass eine Ausweitung des Programms unangemessen wäre. Mit 3:1 Stimmen lehnten die anderen Aufseher Antonovichs Antrag ab, das Los Angeles County Board of Supervisors zu veranlassen, einen Brief an das Unternehmen zu senden, um den Schwerpunkt von Wagner weg zu verlagern.
In der Folgezeit beantragte das Unternehmen, u. a. wegen der Kosten für die Produktion des Rings, beim Aufsichtsrat ein Notdarlehen in Höhe von 14 Millionen Dollar, da die Sponsorengelder zurückgingen und die Kosten eskalierten. Der Aufsichtsrat genehmigte das Darlehen mit 4:1 Stimmen, wobei Antonovich eine Gegenstimme hatte. Im Januar 2012 zahlte die LA Opera die Hälfte des Darlehens zurück, der Restbetrag wurde im Dezember 2012 getilgt.

### Bildung und gesellschaftliches Engagement
Seit mehr als 20 Jahren bietet das Unternehmen eine Vielzahl von Bildungs- und Vermittlungsprogrammen an, um Menschen aller Altersgruppen, von kleinen Kindern, die zum ersten Mal eine Oper erleben, bis hin zu erfahrenen Opernliebhabern, mit der Oper vertraut zu machen. Dazu gehören "Schulopern", die für und von Grundschülern aufgeführt werden, Matinéen für Schüler und ein "Operncamp" für Sekundarschüler im Sommer, anerkannte Lehrerfortbildungsprogramme, große, kostenlose Aufführungen für Familien, eine beliebte Vortragsreihe für Karteninhaber vor jeder Hauptbühnenaufführung und offene Generalproben für Seniorenzentren. Im Jahr 2008 wurden diese Programme von mehr als 159.000 Schülern, Lehrern und Gemeindemitgliedern besucht, so viele wie nie zuvor.

## Ausgewählte Aufnahmen
- John Corigliano – The Ghosts of Versailles. James Conlon, Patricia Racette, Christopher Maltman, Kristinn Sigmundsson, Joshua Guerrero, Los Angeles Opera. Pentatone (Plattenlabel) PTC 5186538 (2016)